# Heiner Goebbels
Heiner Goebbels   (Neustadt an der Weinstraße, 17 d'agost de 1952) és un compositor, director i professor alemany de la Universitat Justus-Liebig de Gießen i director artístic del Festival Internacional de les Arts Ruhrtriennale 2012–14.
Goebbels, que va estudiar sociologia i música a Frankfurt/Main, és un compositor d'obres d'ensemble i composicions per a grans orquestres. Va crear diverses obres de ràdio guanyadores de premis, concerts escenificats i, des de principis dels anys 90, obres de teatre musical, que han estat convidades als festivals de teatre i música més importants del món.
Goebbels i Alfred Harth van ser socis musicals al Duo Goebbels/Harth (1975-1988) que van cofundar la banda de vent "Sogenanntes Linksradikales Blasorchester" (1976-1981) i el grup avant-rock Cassiber (1982-1992) amb Alfred Harth, Chris Cutler i Christoph Anders. Van recórrer àmpliament Europa, Àsia i Amèrica del Nord i van crear cinc àlbums. A l'octubre de 1983, Cassiber (menys Anders) es va incorporar a "Duck and Cover", per encàrrec del Festival Moers de 1983 a petició del director del festival Burkhard Hennen a Alfred Harth, seguit d'una actuació al Festival de Jazz de Berlín a Berlín Occidental i un altre el febrer de 1984 a Berlín Oriental.
Alguns dels seus treballs més coneguts es van originar en la seva estreta col·laboració amb l'escriptor alemany oriental Heiner Müller, donant com a resultat composicions escèniques i peces més curtes (concerts i obres d'àudio) basades en textos de Müller, com Verkommenes Ufer (Waste Shore, 1984), The Liberation of Prometheus (1985), o Wolokolamsker Chaussee (Volokolamsk Highway, 1989). Els intents de Goebbels d'omplir l'espai entre el teatre i l'òpera es van deixar en blanc a causa del gènere tradicional. El dibuix de frontera ha donat lloc a projectes com "Ou bien le débarquement désastreux" (París 1993), Black on White (1996) i Die Repetition (1995). La naturalesa política de la seva obra és sovint referida pels crítics. El seu interès per Heiner Müller es pot explicar en part pel caràcter polític dels textos de Müller, com pot ser el cas del seu interès per Bertolt Brecht i Hanns Eisler, on Aquest últim va utilitzar en la composició del seu concert escenogràfic Eislermaterial (1998). 1998 també va crear l'obra de teatre musical "Max Black" amb paraules de Paul Valery i altres, el 2000 "Hashirigaki" després de Gertrude Stein, 2002 la seva primera òpera "Paisatge amb parents llunyans", 2004 el guanyador del preu "Eraritjaritjaka" amb paraules d'Elias Canetti, seguit el 2007 per la instal·lació performativa "Stifters Dinge", que s'ha representat més de 300 vegades en quatre continents. El 2007 va seguir el concert escenificat "Songs of Wars I He seen" amb paraules de Gertrude Stein -comissió de la Sinfonietta de Londres i l'Orquestra de l'Edat de la Il·lustració, 2008 "vaig anar a la casa però no vaig entrar" amb el Hilliard Ensemble i paraules de Maurice Blanchot, Samuel Beckett. El 2012 va crear "Quan la muntanya va canviar la seva indumentària" amb la coral Carmina Slovenica, i va escenificar el "Europeras 1 & 2" de John Cage i el Delusion of the Fury de Harry Partch 2013 i el De Materie de Louis Andriessen per al Festival Internacional de les "Arts de Ruhrtriennale".
El treball de Goebbels és cada cop més reconegut en ser interpretat i escenificat arreu del món i a mesura que es publiquen els seus enregistraments. Va col·laborar amb els millors conjunts i orquestres: "Ensemble Modern, Ensemble Intercontemporain, Ensemble musikFabrik, Asko / Schönberg, Orquestra de Berg, Filharmònica de Berlín, Bochumer Symphoniker, Junge Deutsche Philharmonie, Filharmònica de Brooklyn" i molts altres i va treballar amb directors com Simon Rattle, Peter Eotvos, Lothar Zagrosek, Peter Rundel, Steven Sloane i molts altres. L'any 2000 va col·laborar amb el conjunt Piano Circus i el compositor Richard Harris per produir Scutigeras, que va rebre una estrena de ràdio en directe a la BBC al Regne Unit. His Surrogate Cities, una obra per a gran orquestra que data del 1994 i que inclou textos de Paul Auster, Heiner Müller i Hugo Hamilton, ha estat interpretada àmpliament a Europa, Estats Units i Austràlia i va ser nominada a un Grammy en la categoria de millor composició clàssica contemporània. al 43è Premi Grammy el 2001. El seu Eislermaterial li va guanyar una altra nominació al Grammy als 46º premis Grammy del 2004, aquesta vegada a la categoria Millor actuació per a petits conjunts (amb o sense director de direcció).
La seva obra instal·lativa "Stifters Dinge - the Unguided Tour" ha estat presentada per Artangel a Londres (2012) i a la "Ruhrtriennale de Duisburg" (2013), "Genko-An" de Berlín (2008), Darmstadt Artists 'Colony / Mathildenhöhe (2012)), Musée d'art contemporain de Lió (2014) i NOU ESPAI de Moscou (2017). Per al Centre Pompidou Paris va crear les instal·lacions sonores "Fin de Soleil" i "Timée" (2000), que també es va exposar al ZKM Karlsruhe, el MACBA Barcelona, a Bruges i al Palazzo delle Esposizioni / Roma. També va col·laborar estretament en diverses videoinstal·lacions amb l'artista visual Michal Rovner. 1982, 1987 i 1997 va participar amb concerts, obres instal·latives i arts escèniques a la performance de Kassel.
Goebbels va ser professor a la Universitat Justus-Liebig de Gießen, Institut d'Estudis de Teatre Aplicat des del 1999 fins al 2018, i imparteix l'Escola Europea de Graduats a Saas-Fee, Suïssa. Des del 2006 fins al 2018 va ser president de l'Acadèmia del Teatre d'Hesse. En els darrers anys, Goebbels va gaudir del privilegi de diverses professors i nominacions per a compositors en residència. És membre de diverses acadèmies d'art (Berlín, Bensheim, Düsseldorf, Magúncia, Múnic), membre de l'Institut d'Avançat Estudis a Berlín, honorable company al "Dartington College of the Arts" i a la "Central School of Speech and Drama", Londres. El 2012 va obtenir el doctorat honoris causa per la Universitat de Birmingham City, el 2018 per l'Acadèmia Nacional de Teatre i Arts del Cinema de Sofia (Bulgària).
Va rebre nombrosos premis i honors, com ara Premi Italia, Premi Europe Theatre i el 2012 International Ibsen Award, un dels premis de teatre més prestigiosos del món, per aportar "noves dimensions artístiques al món del teatre o del teatre".
Al setembre de 2010, es va anunciar que Goebbels era el director artístic designat per a les temporades 2012-14 del Ruhrtriennale.
Com a director artístic d'aquest Festival, Heiner Goebbels va comissariar, produir i presentar diverses obres noves dels artistes Robert Wilson, Romeo Castellucci, Michal Rovner, Boris Charmatz, Robert Lepage, Jan Lauwers, Ryoji Ikeda, Douglas Gordon, William Forsythe, Lemi Ponifasio, Mathilde Monnier, Saburo Teshigawara, Anne Teresa de Keersmaeker, Rimini Protokoll, Tim Etchells, Gregor Schneider i molts altres.
El seu darrer treball, Tot el que va passar i passaria, es va representar per primera vegada a l'octubre de 2018 al "Mayfield Depot" de Manchester. Explora la història d'Europa des de la Primera Guerra Mundial i combina música en directe, interpretació i cinema